# 興華邨

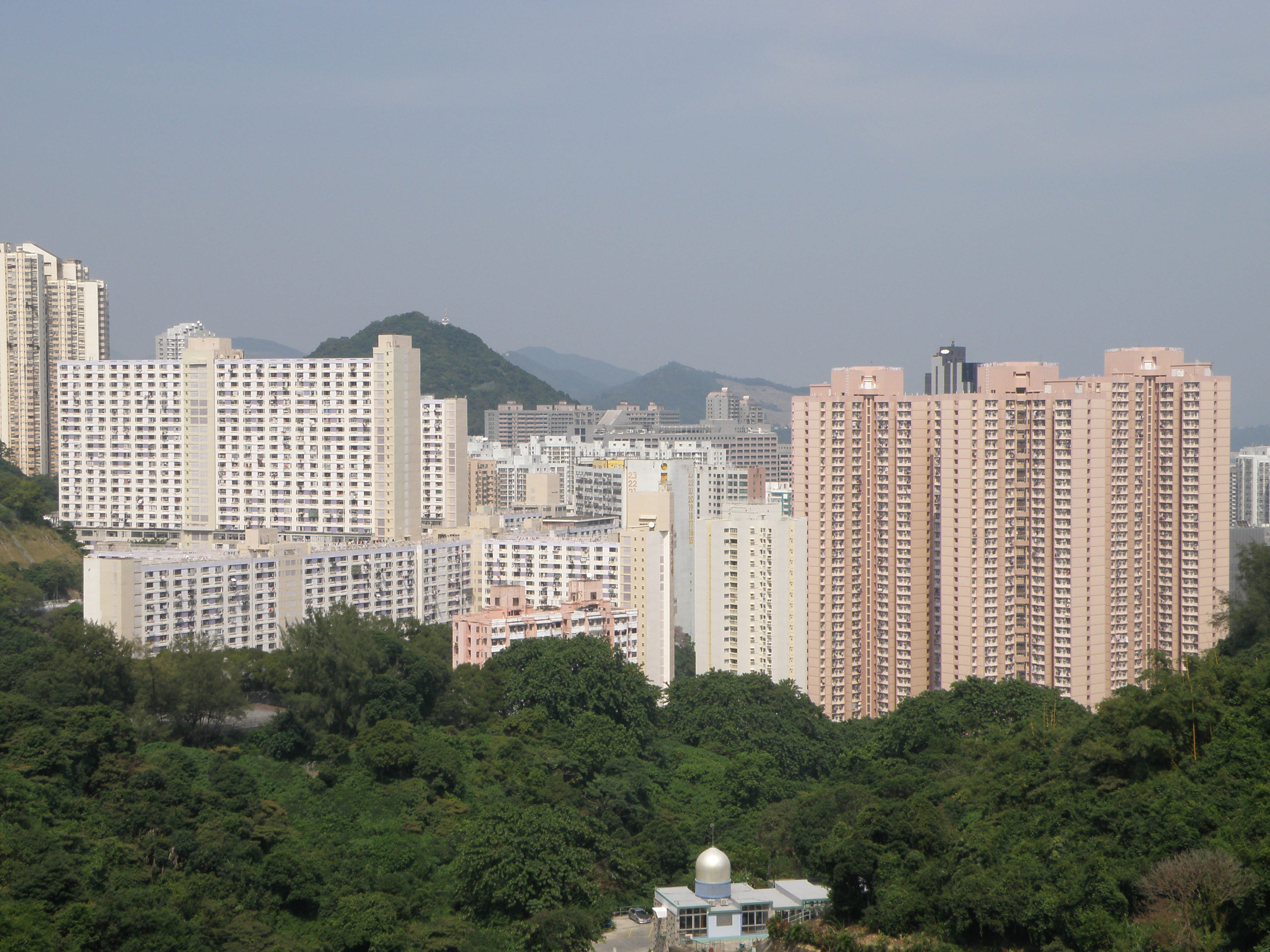
興華邨全貌

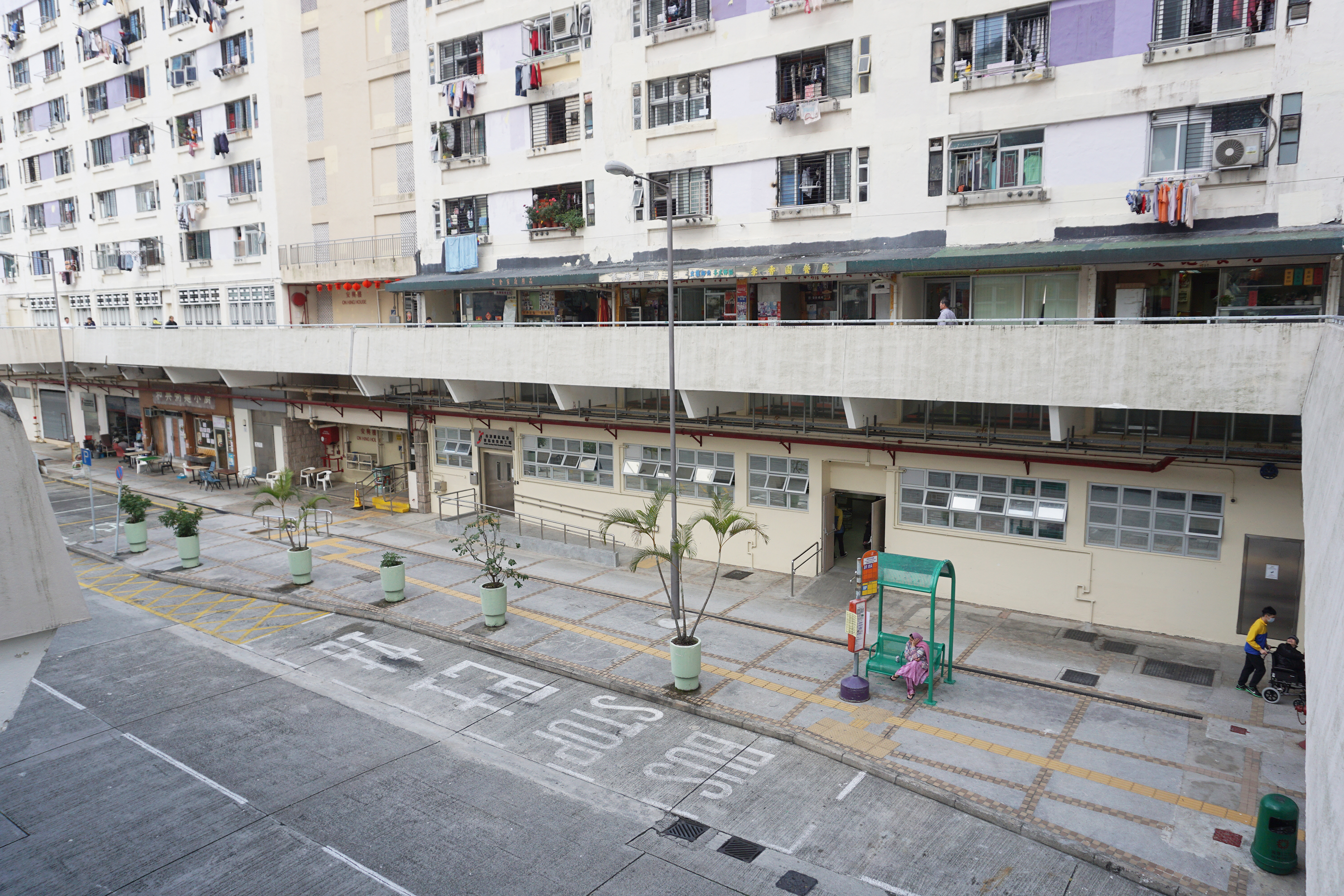
安興樓商舖

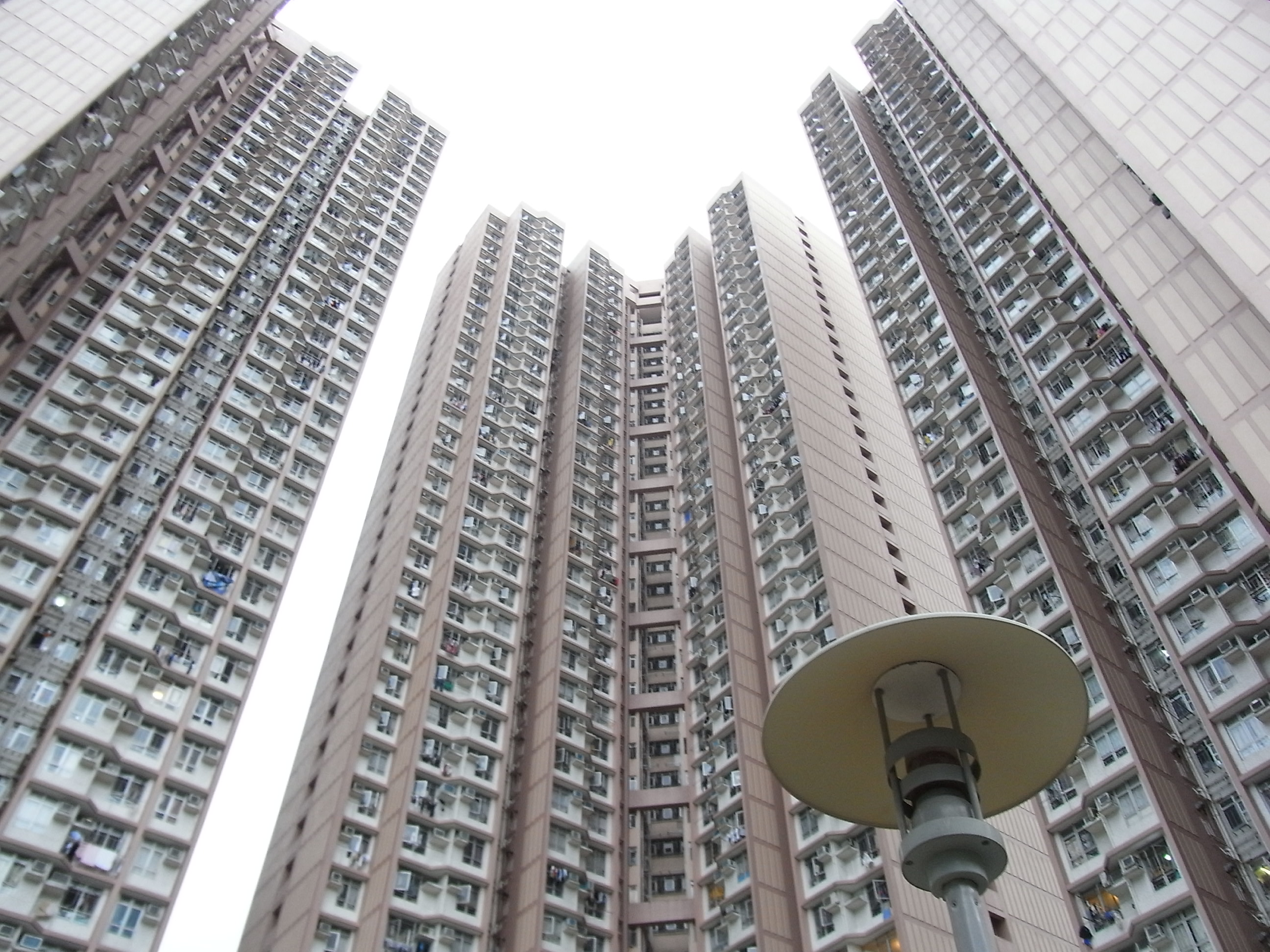
興華（一）邨大廈一攝

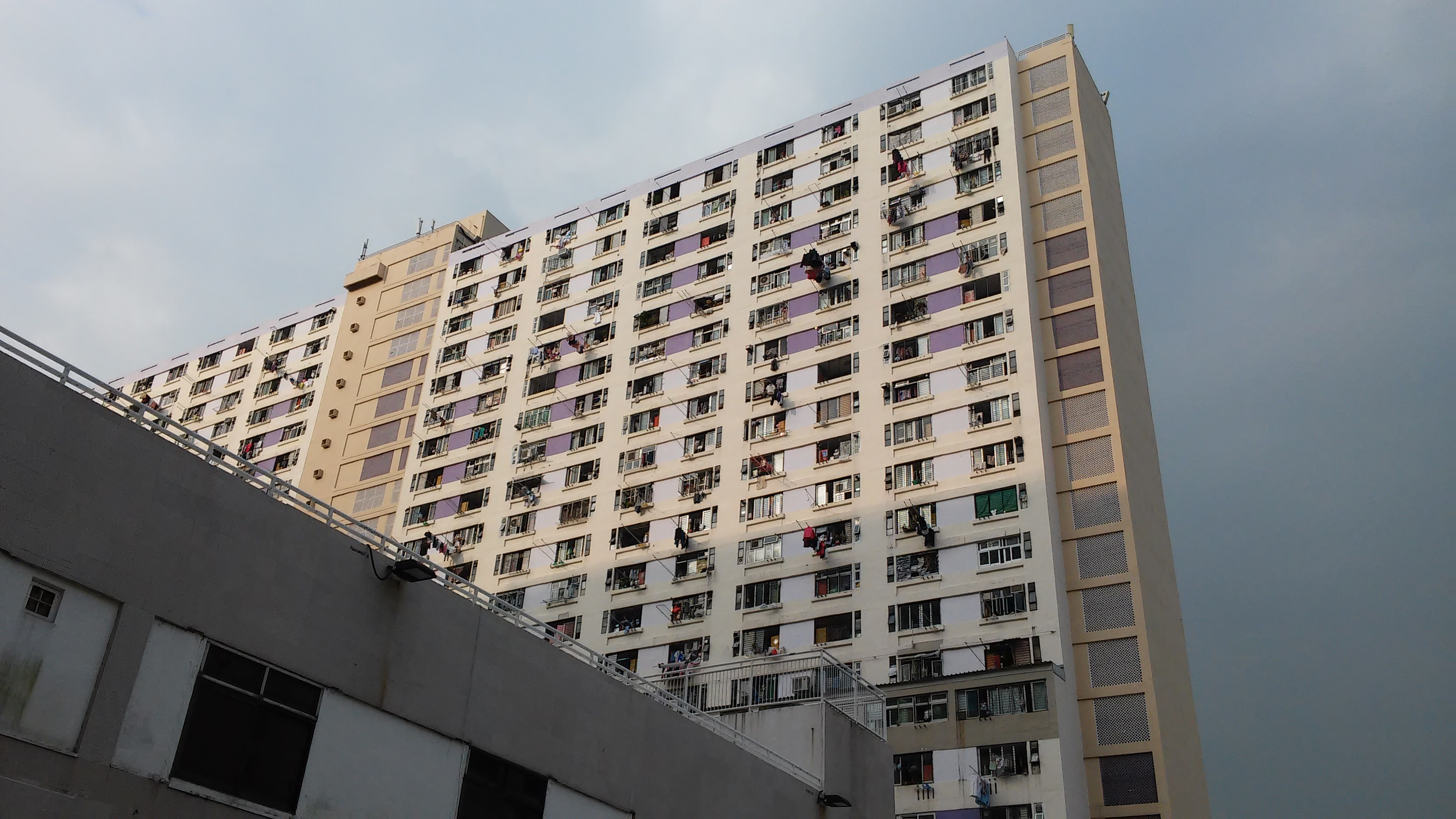
興華（二）邨第七型徙置大廈一攝

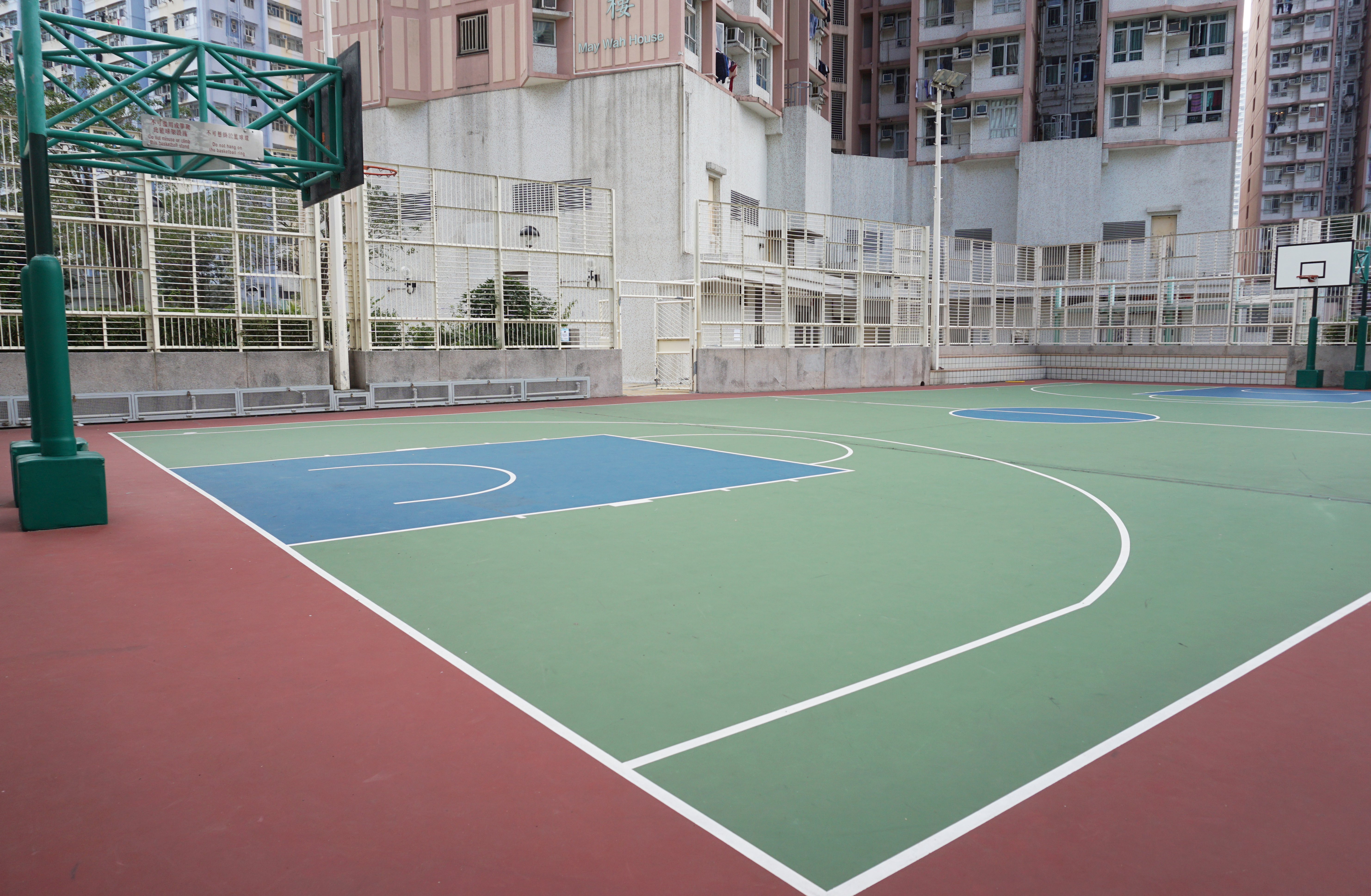
籃球場

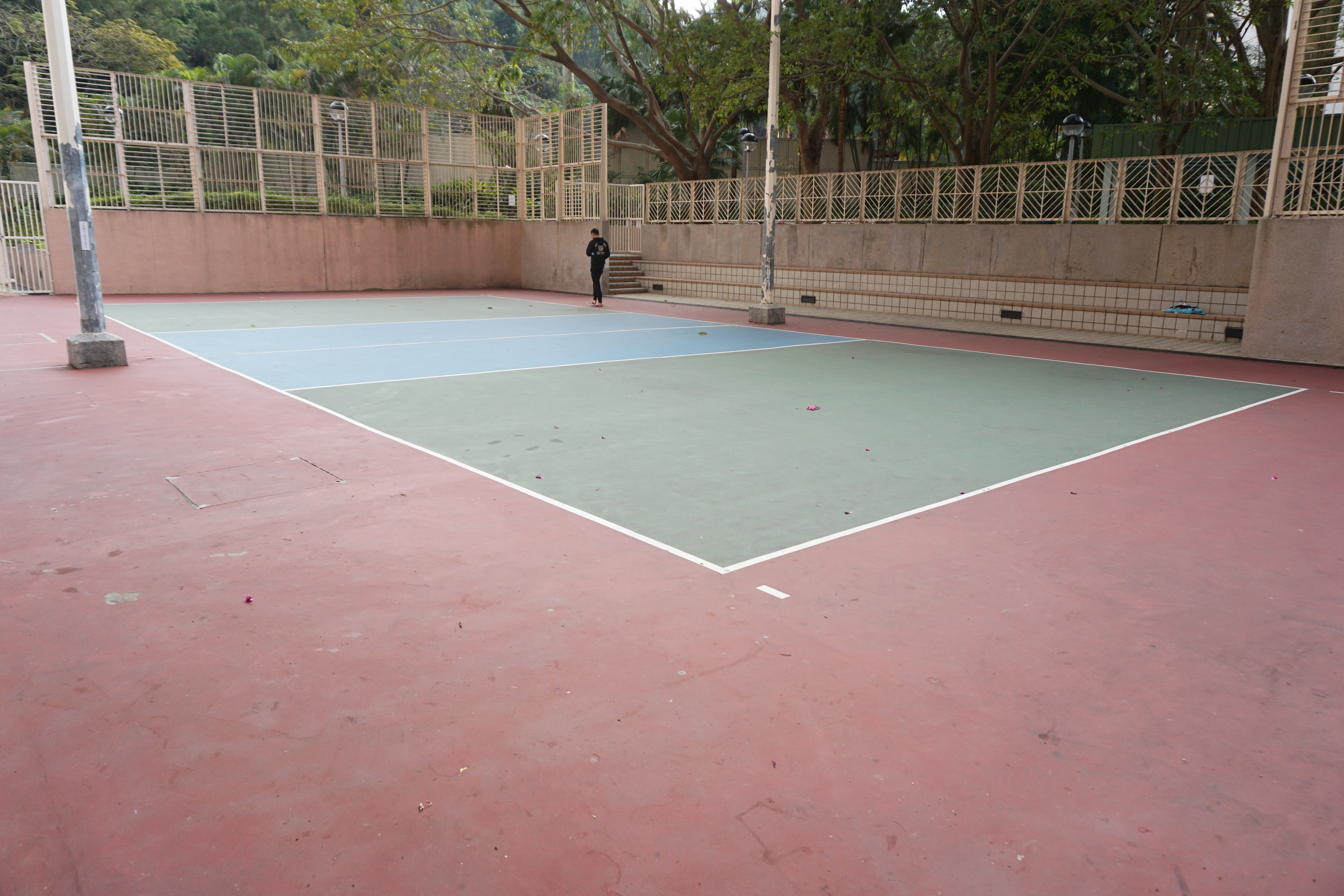
排球場

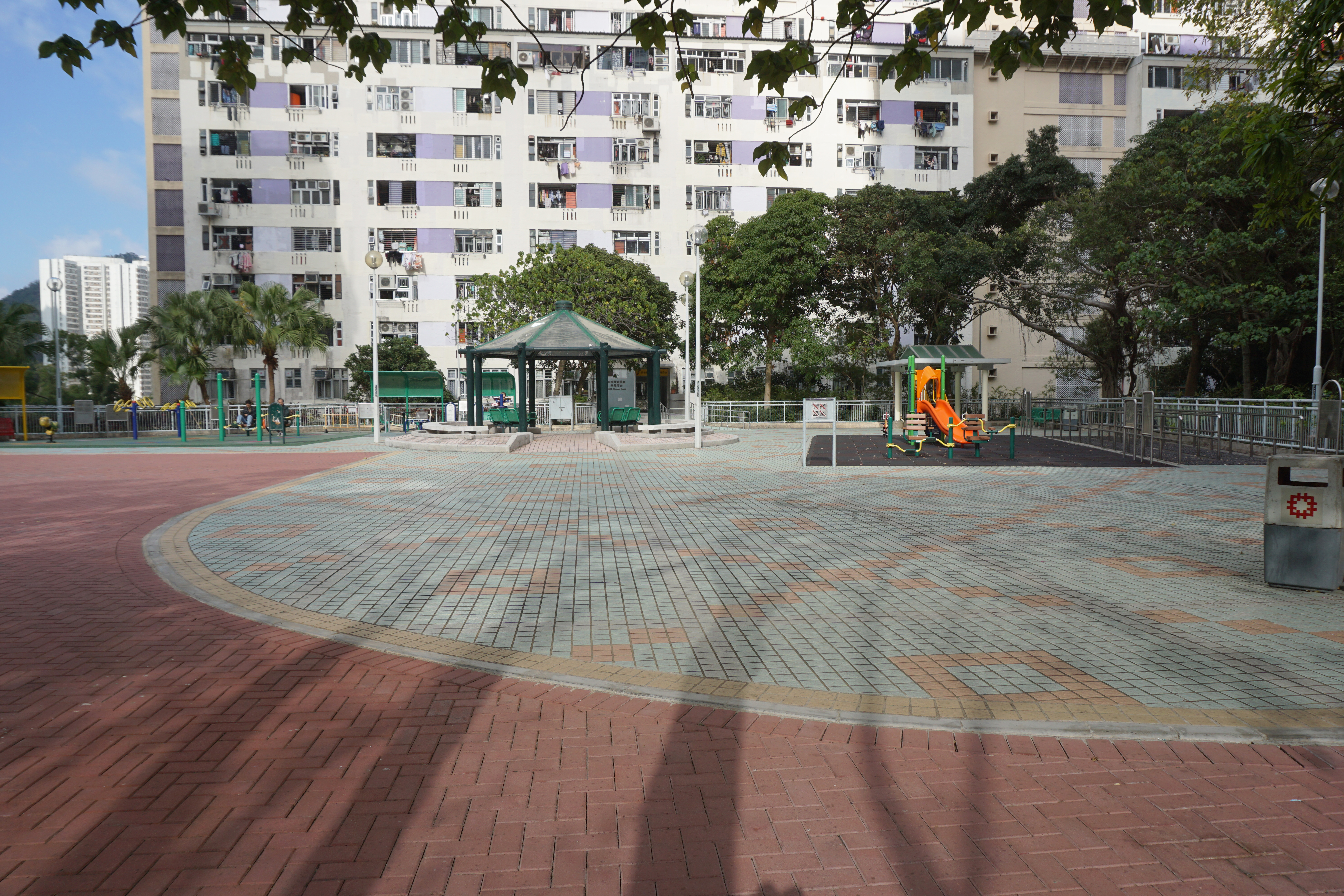
健體區、涼亭、兒童遊樂場及卵石路步行徑

興華邨（英語：Hing Wah Estate）是香港其中一個公共屋邨，位於東區柴灣，邨內分為興華（一）邨和興華（二）邨兩個部份。

## 簡述

### 興華（一）邨
前身為徙置區，名為興華徙置區，俗稱「興華新區」，於1971年落成，設有三座樓高20層的第五型徙置大廈，在第四至六型徙廈中屬特別例子。由1975年元旦起，房委會將興華（一）邨所有樓宇重新命名，並為怡景道工程受影響的木屋區的指定安置區。1992年3月18日，房委會宣佈興華（一）邨將於1994年拆卸，但最後延誤一年才正式清拆。
重建後的興華（一）邨於1997年6月動工興建上蓋（亦是在回歸前，最後一批以英屬香港政府名義批出的建屋合約之一），項目編號為HK16，全邨有3幢38層高的和諧一型大廈，名為美華樓、卓華樓及興翠樓（前稱雍華樓及興翠苑）及1幢8層高停車場大樓，其中美華樓基座則為3層高商場「興華廣場」，並設有天橋及通道連接港鐵柴灣站。房委會透過「自選單位計劃」把美華樓及卓華樓單位編配給受柴灣邨13座及北角邨重建影響的租戶，1999年入伙，而原本房委會於1998年打算把雍華樓改為重建置業計劃下的居屋出售，名為興翠苑，而邨內的樓宇外牆名牌及指示牌亦已更改作興翠苑之際，政府於2000年1月宣佈重整重建置業計劃，房委會遂決定將興翠苑在內部分重建置業計劃屋苑改回作出租公屋用途。同時，把所有樓宇名牌的「苑」字拆除，改為「樓」字，並透過「自選單位計劃」把興翠樓全幢單位編配給受柴灣邨14及15座重建及北角邨重建影響的租戶，讓他們自行揀選合適的居住單位，期間空置了一年，最後推遲至2000年才開始入伙。

### 興華（二）邨
興華（二）邨於1972年動工，1976年落成，佔地逾5.64公頃，先後由前徙置事務處及香港房屋委員會，按徙置區與政府廉租屋共用的第七型徙置大廈規格及標準興建，所以富有前徙置事務處和政府廉租屋邨的建築設計特色。
由於原擬作徙置區的九龍順利邨項目後來不按第七型標準興建，因此興華（二）邨是香港僅有由前徙置事務處策劃興建的第七型徙置大廈（而其他項目初時均為政府廉租屋）。
1976年2月1日由於愛秩序灣艇戶大火，有接近3,000人受災。政府為了盡早安置災民，裕興樓及豐興樓均提早六周落成。
有5幢建於山上，另外2座大廈（裕興樓及豐興樓）則依山而建，設有大型升降機、架空走廊及天台通道，分別連接環翠道及柴灣道，方便居民出入，建築設計上與同期的葵盛西邨十分相似。此外，和興樓樓高28層，是眾多第七型徙置大廈中（也是1970年代落成的資助房屋）最高的一幢。
二邨中，展興樓、寧興樓、和興樓、豐興樓及安興樓為相連大廈，惟所連接的樓層並不一樣，有外賣員因此迷路。

### 公屋醜聞
於1980年代揭發的26座問題公屋醜聞，使香港房屋委員會發現全港共577座公共屋邨出現問題，當中包括興華（一）邨所有大廈及興華（二）邨展興樓、和興樓、豐興樓及樂興樓，當中興華（二）邨相關大廈混凝土強度分別只有12.62MPa、14.27MPa、7.38MPa及7.69MPa，遠低於標準。由於混凝土強度遠低於標準令樓宇結構有問題，承力牆結構不足以承受樓宇負荷，興華（一）邨受安排按照整體重建計劃下於1995年拆卸重建。而興華（二）邨相關大廈需要作大型維修工程更換鋼筋及混凝土。

## 屋邨資料

### 現時楼宇
| 屋邨分區     | 樓宇名稱（座號） | 樓宇類型                      | 落成年份 | 樓宇層數 （住宅層數） | 每層伙數                  | 每座單位總數（伙） | 承建商       | 提供升降機的廠商   | 原定名稱       |
| ------------ | ---------------- | ----------------------------- | -------- | --------------------- | ------------------------- | ------------------ | ------------ | ------------------ | -------------- |
| 興華（一）邨 | 興翠樓（第1座）  | 和諧一型第六款 （第三代）     | 2000年   | 38                    | 20（其餘樓層） 19（19樓） | 759                | 中國建築國際 | LG HVP-II (VVVF)   | 雍華樓／興翠苑 |
| 興華（一）邨 | 卓華樓（第2座）  | 和諧一型第六款 （第三代）     | 1999年   | 38                    | 20（其餘樓層） 19（19樓） | 759                | 中國建築國際 | LG HVP-II (VVVF)   | （不適用）     |
| 興華（一）邨 | 美華樓（第3座）  | 和諧一型第五款 （第三代）     | 1999年   | 38                    | 20（其餘樓層） 19（19樓） | 759                | 中國建築國際 | LG HVP-II (VVVF)   | （不適用）     |
| 興華（二）邨 | 寧興樓（第1座）  | 舊長型大廈 （第七型徙置大廈） | 1976年   | 9                     | 最多20伙                  | 137                | 有成建築     | 通力TMS-500 (ACVV) | （不適用）     |
| 興華（二）邨 | 展興樓（第2座）  | 舊長型大廈 （第七型徙置大廈） | 1976年   | 12                    | 最多37伙                  | 390                | 有成建築     | 通力TMS-500 (ACVV) | （不適用）     |
| 興華（二）邨 | 和興樓（第3座）  | 舊長型大廈 （第七型徙置大廈） | 1976年   | 29 (28)               | 最多44伙                  | 1102               | 有成建築     | 通力TMS-500 (ACVV) | （不適用）     |
| 興華（二）邨 | 安興樓（第4座）  | 舊長型大廈 （第七型徙置大廈） | 1976年   | 13 (12)               | 最多43伙                  | 321                | 有成建築     | 通力TMS-500 (ACVV) | （不適用）     |
| 興華（二）邨 | 豐興樓（第5座）  | 舊長型大廈 （第七型徙置大廈） | 1976年   | 22 (20)               | 最多20伙                  | 266                | 有成建築     | 三菱電機ACR (AC/2) | （不適用）     |
| 興華（二）邨 | 樂興樓（第6座）  | 舊長型大廈 （第七型徙置大廈） | 1976年   | 25 (24)               | 最多40伙                  | 900                | 有成建築     | 通力TMS-500 (ACVV) | （不適用）     |
| 興華（二）邨 | 裕興樓（第7座）  | 舊長型大廈 （第七型徙置大廈） | 1976年   | 23 (21)               | 最多32伙                  | 476                | 有成建築     | 三菱電機ACR (AC/2) | （不適用）     |

粗體表示該樓宇牽涉26座問題公屋醜聞，其混凝土強度未達高層單位20.7MPa或低層單位31MPa的標準（而強度只有7.38-13.94MPa），但遲至1990年代才被揭發，但由於情況並不嚴重，故此一直未列入「整體重建計劃」。

### 重建前的興華（一）邨楼宇
| 重建前的興華（一）邨 | 重建前的興華（一）邨 | 重建前的興華（一）邨 | 重建前的興華（一）邨 | 重建前的興華（一）邨 | 重建前的興華（一）邨 |
| 樓宇名稱（座號）     | 樓宇類型             | 落成年份             | 拆卸年份             | 承建商               | 安置屋邨             |
| -------------------- | -------------------- | -------------------- | -------------------- | -------------------- | -------------------- |
| 恆興樓（第1座）      | 第五型徙置大廈       | 1971年               | 1995年               | 有成建築             | 峰華邨 小西灣邨      |
| 順興樓（第2座）      | 第五型徙置大廈       | 1971年               | 1995年               | 有成建築             | 峰華邨 小西灣邨      |
| 景興樓（第3座）      | 第五型徙置大廈       | 1971年               | 1995年               | 有成建築             | 峰華邨 小西灣邨      |

全邨樓宇均牽涉26座問題公屋醜聞，其混凝土強度未達高層單位20.7MPa或低層單位31MPa的標準，相關樓宇已納入整體重建計劃下重建

## 教育及福利設施

### 幼稚園
- 路德會聖雅各幼稚園（2000年創辦）（位於卓華樓地下）
- 基督教香港信義會興華幼兒學校（2000年創辦）（位於美華樓地下）

已結束
- 道慈佛社柴灣中英文幼稚園

### 社會福利
香港唐氏綜合症協會（1986年創辦）唐家軒（2006年創辦，後2013年升格）（集總辦事處、賽馬會唐家軒及耆智融樂中心（智障人士老有所為社區共融中心）於一身）（位於安興樓天台）

### 小學
已結束
- 柴灣天主教海星小學（1961年創辦）
- 勵志會馮瑞璋紀念小學（1971年創辦）
- 香港紅卍字會柴灣卍慈小學（1971年創辦，1988年遷往屯門良景邨）

### 中學
- 文理書院（香港）

### 特殊學校
- 香港西區扶輪社匡智晨輝學校（1979年創辦）

### 成人訓練中心暨宿舍
- 扶康會興華成人訓練中心 （位於和興樓401至409室）

## 商場
位於興華（一）邨的興華廣場（前稱興華商場）在1999年落成，惟2005年被售予領展，故商場現由領展管理，提升工程於2009年4月開展，並於2010年第一季完成。除了鮮活街市外，亦有麵包店、水果店、超級市場、快餐店、文具店、玩具店等。其後街市受改建為商舖，而超級市場亦搬到前街市位置。
另外，原位於興華（二）邨的部份商店及街市至今仍由房委會持有，沒有隨上述的興華廣場一同售予領展房地產投資信託基金，相關零售面積接近3,500平方米，大部份商店在安興樓及和興樓平台。位於和興樓平台的興華茶餐廳已於2024年7月31日17:00後正式結業。

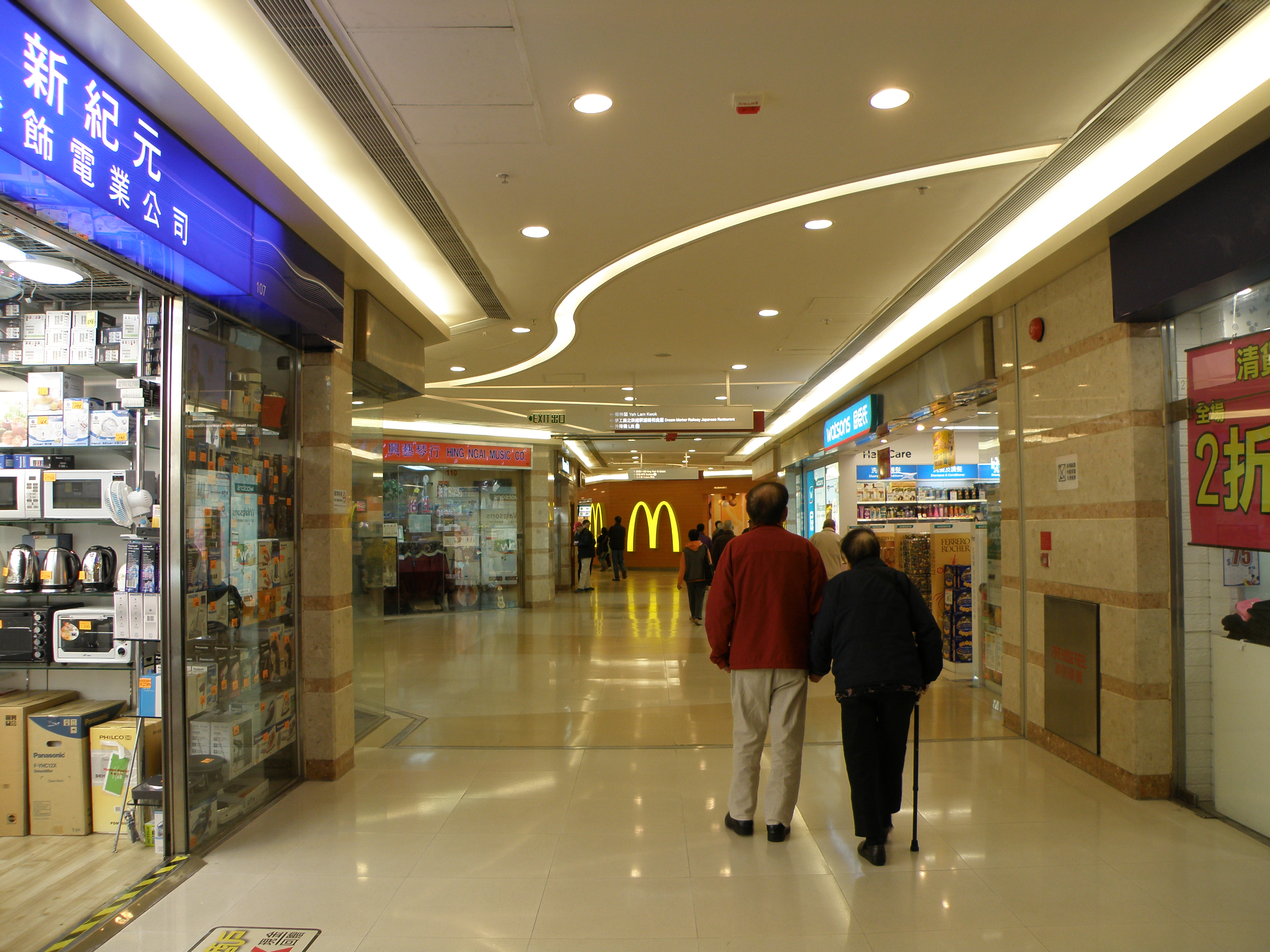
興華廣場
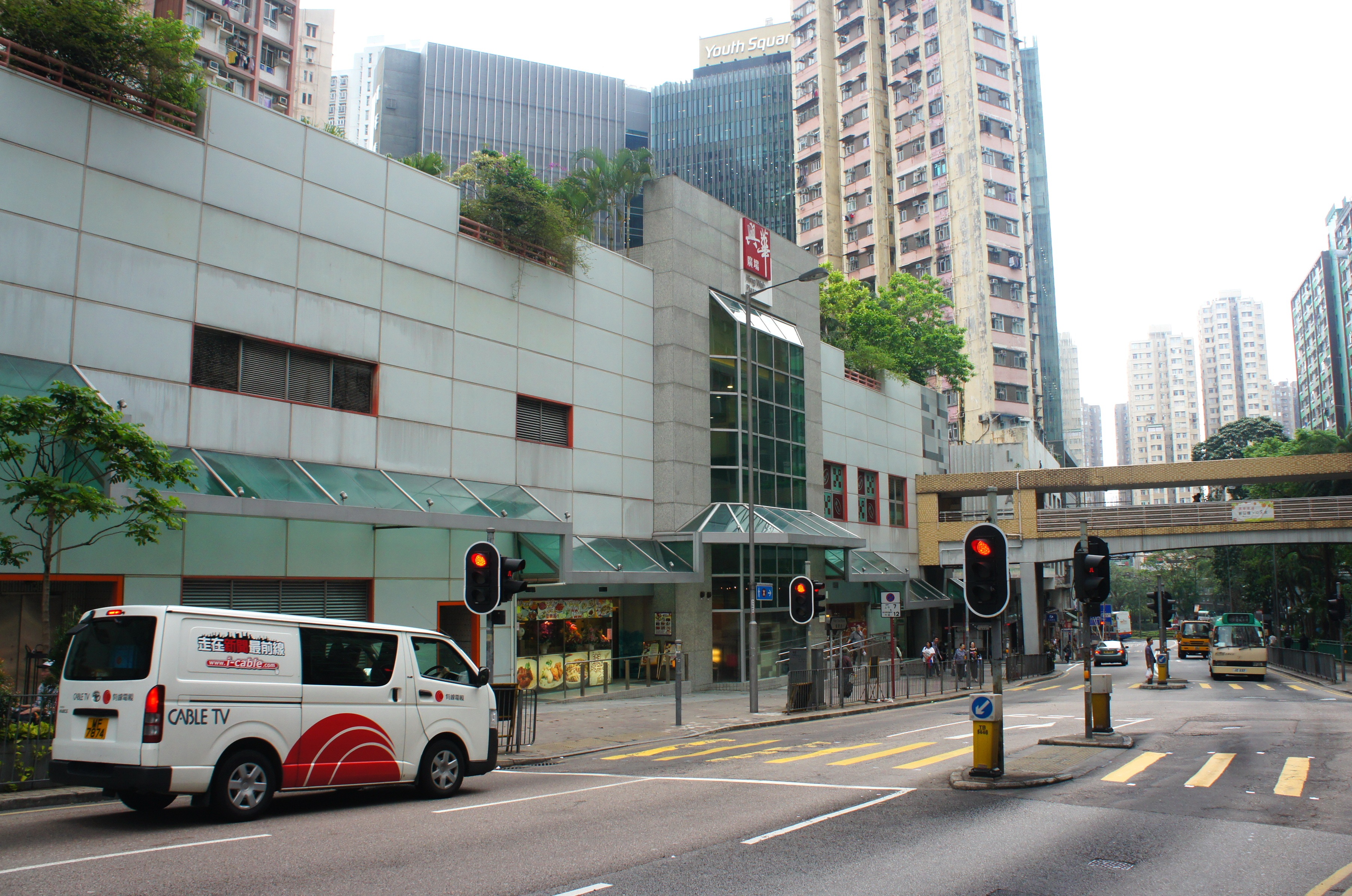
興華廣場外貌，前方道路為環翠道

## 區議會議席分佈
| 年度/範圍    | 年度/範圍                              | 2000-2003 | 2003-2007 | 2008-2011 | 2012-2015 | 2016-2019 | 2020-2023 |
| ------------ | -------------------------------------- | --------- | --------- | --------- | --------- | --------- | --------- |
| 興華（一）邨 | 興華（一）邨                           | 興民選區  | 興民選區  | 興民選區  | 興民選區  | 興民選區  | 興民選區  |
| 興華（二）邨 | 樂興樓及裕興樓                         | 興民選區  | 興民選區  | 興民選區  | 翡翠選區  | 翡翠選區  | 翡翠選區  |
| 興華（二）邨 | 寧興樓、展興樓、和興樓、安興樓及豐興樓 | 翡翠選區  | 翡翠選區  | 翡翠選區  | 翡翠選區  | 翡翠選區  | 翡翠選區  |

## 外部連結
- 房委會興華（一）邨資料 （页面存档备份，存于）
- 房委會興華（二）邨資料 （页面存档备份，存于）
- 建設及建築物 － 房委會早期公共屋村（香港地方）
- 徙置大廈及政府廉租屋村等問題（香港地方） （页面存档备份，存于）
- 徙置大廈及政府廉租屋村等問題（香港地方） （页面存档备份，存于）
- 公屋變居屋、居屋變公屋（香港地方） （页面存档备份，存于）
- 勵志會馮瑞璋紀念小學網頁

22°15′44″N 114°14′09″E / 22.26229°N 114.23595°E